# Persone di nome Cynthia
| Questa pagina contiene informazioni ricavate automaticamente dalle voci biografiche con l'ausilio del template Bio e di un bot. L'aggiornamento è periodico e automatico e ricostruisce completamente la pagina. Se manca una persona in questa lista, sei pregato di non aggiungerla, ma accertati piuttosto che la sua voce biografica contenga il template Bio e che i dati anagrafici siano correttamente compilati. Se il template Bio manca, inseriscilo tu stesso o, in alternativa, metti l'avviso {{tmp\|Bio}} che ne segnala la mancanza. Se i dati riportati sono sbagliati, correggi direttamente la voce biografica; le modifiche saranno visibili in questa lista entro pochi giorni. Per chiarimenti vedi il progetto antroponimi. La lista contiene solo le 74 persone che sono citate nell'enciclopedia e per le quali è stato implementato correttamente il template Bio. Pagina aggiornata al 6 giu 2025. |

Questa è una lista di persone presenti nell'enciclopedia che hanno il nome Cynthia, suddivise per attività principale.

## Artiste(3)
- Cynthia Powell, artista e saggista britannica (Blackpool, n. 1939 - Calvià, † 2015)
- Cynthia Plaster Caster, artista statunitense (Chicago, n. 1947 - † 2022)
- Cindy Sherman, artista, fotografa e regista statunitense (Glen Ridge, n. 1954)

## Astronome(1)
- Cynthia Gustava, astronoma statunitense

## Attrici(19)
- Cynthia Addai-Robinson, attrice statunitense (Londra, n. 1985)
- Cynthia Dale, attrice canadese (Toronto, n. 1960)
- Cynthia Daniel, attrice e fotografa statunitense (Gainesville, n. 1976)
- Alex Datcher, attrice statunitense (Chicago, n. 1962)
- Cynthia Erivo, attrice, cantante e compositrice britannica (Londra, n. 1987)
- Cynthia Ettinger, attrice statunitense (n. 1962)
- Cynthia Gibb, attrice statunitense (Bennington, n. 1963)
- Cynthia Micas, attrice e doppiatrice tedesca (Berlino, n. 1990)
- Cindy Morgan, attrice e produttrice televisiva statunitense (Chicago, n. 1951 - Lake Worth, † 2023)
- Cynthia Myers, attrice e modella statunitense (Toledo, n. 1950 - † 2011)
- Cynthia Nixon, attrice e attivista statunitense (New York, n. 1966)
- Cynthia Rhodes, attrice, ex ballerina e cantante statunitense (Nashville, n. 1956)
- Cynthia Rothrock, attrice e artista marziale statunitense (Wilmington, n. 1957)
- Cynthia Samuel, attrice libanese (Qatar, n. 1995)
- Cynthia Stevenson, attrice statunitense (Oakland, n. 1962)
- Cynthia Stone, attrice televisiva statunitense (Peoria, n. 1926 - Miami Beach, † 1988)
- Lauren Tewes, attrice statunitense (Braddock, n. 1953)
- Cynthia Watros, attrice statunitense (Lake Orion, n. 1968)
- Cindy Williams, attrice statunitense (Los Angeles, n. 1947 - Los Angeles, † 2023)

## Bobbiste(1)
- Cynthia Appiah, bobbista, ex pesista e ex martellista canadese (North York, n. 1990)

## Calciatrici(2)
- Cindy Parlow Cone, ex calciatrice, allenatrice di calcio e dirigente sportiva statunitense (Memphis, n. 1978)
- Cynthia Uwak, calciatrice nigeriana (n. 1986)

## Cantanti(5)
- Cindy Birdsong, cantante statunitense (Mount Holly, n. 1939)
- Cindy Herron, cantante e attrice statunitense (San Francisco, n. 1961)
- Cynthia Johnson, cantante, cantautrice e sassofonista statunitense (Saint Paul, n. 1956)
- Lil' Mo, cantante statunitense (New York, n. 1978)
- Cindy Wilson, cantante statunitense (Athens, n. 1957)

## Cantautrici(1)
- Cyndi Lauper, cantautrice e attrice statunitense (New York, n. 1953)

## Cestiste(4)
- Cindy Brown, ex cestista statunitense (Portland, n. 1965)
- Cynthia Cooper, ex cestista e allenatrice di pallacanestro statunitense (Chicago, n. 1963)
- Cynthia Johnston, ex cestista canadese (Calgary, n. 1968)
- Cindy Wiginton, cestista statunitense (Altus, n. 1944 - Altus, † 2020)

## Compositrici(1)
- Cynthia Weil, compositrice, musicista e paroliera statunitense (New York, n. 1940 - Beverly Hills, † 2023)

## Imprenditrici(1)
- Cynthia Carroll, imprenditrice statunitense (n. 1957)

## Informatiche(1)
- Cynthia Solomon, informatica e pedagogista statunitense (Somerville, n. 1938)

## Lottatrici(1)
- Cynthia Vescan, lottatrice francese (Strasburgo, n. 1992)

## Lunghiste(1)
- Janay DeLoach, lunghista e ostacolista statunitense (Panama City, n. 1985)

## Modelle(4)
- Cindy Breakspeare, modella, musicista e attrice giamaicana (Toronto, n. 1954)
- Cindy Crawford, supermodella e attrice statunitense (DeKalb, n. 1966)
- Cynthia Lander, modella venezuelana (Caracas, n. 1982)
- Cynthia Olavarria, modella portoricana (San Juan, n. 1982)

## Nobildonne(1)
- Cynthia Hamilton, nobildonna britannica (Londra, n. 1897 - Althorp, † 1972)

## Nuotatrici(2)
- Cynthia Goyette, ex nuotatrice statunitense (Detroit, n. 1946)
- Cynthia Woodhead, ex nuotatrice statunitense (Riverside, n. 1964)

## Ostacoliste(1)
- Cindy Sember, ostacolista britannica (Ypsilanti, n. 1994)

## Pallavoliste(1)
- Cynthia Barboza, ex pallavolista statunitense (Long Beach, n. 1987)

## Pattinatrici artistiche su ghiaccio(2)
- Cynthia Coull, ex pattinatrice artistica su ghiaccio canadese (n. 1965)
- Cynthia Kauffman, ex pattinatrice artistica su ghiaccio statunitense (Seattle, n. 1948)

## Pattinatrici di short track(1)
- Cynthia Mascitto, pattinatrice di short track italiana (Montréal, n. 1992)

## Politiche(6)
- Cindy Axne, politica statunitense (Grand Rapids, n. 1965)
- Cynthia Curzon, politica inglese (Kedleston, n. 1898 - Londra, † 1933)
- Cynthia Lummis, politica e avvocato statunitense (Cheyenne, n. 1954)
- Cynthia McKinney, politica e insegnante statunitense (Atlanta, n. 1955)
- Cynthia A. Pratt, politica bahamense (New Providence, n. 1945)
- Jeanne Shaheen, politica statunitense (Saint Charles, n. 1947)

## Sceneggiatrici(1)
- Cynthia Mort, sceneggiatrice e produttrice televisiva statunitense (n. 1956)

## Sciatrici alpine(2)
- Cynthia Denzler, ex sciatrice alpina statunitense (Santa Ana, n. 1983)
- Cindy Nelson, ex sciatrice alpina statunitense (Duluth, n. 1955)

## Scrittrici(5)
- Cynthia Asquith, scrittrice inglese (n. 1887 - † 1960)
- Cynthia Collu, scrittrice italiana (Milano)
- Cynthia Kadohata, scrittrice statunitense (Chicago, n. 1956)
- Cynthia McLeod, scrittrice e storica olandese (Paramaribo, n. 1936)
- Cynthia Ozick, scrittrice statunitense (New York, n. 1928)

## Tenniste(2)
- Cynthia Doerner, ex tennista australiana (n. 1951)
- Cynthia MacGregor, tennista statunitense (n. 1964 - † 1996)

## Tuffatrici(1)
- Cynthia Potter, tuffatrice statunitense (Houston, n. 1950)

## Wrestler(1)
- Cynthia Lynch, ex wrestler statunitense (New York, n. 1971)

## Senza attività specificata(3)
- Cynthia Gregory, ex ballerina statunitense (Los Angeles, n. 1946)
- Cynthia Harvey, ex ballerina, coreografa e direttrice artistica statunitense (San Rafael, n. 1957)
- Cynthia Ann Parker, statunitense (Contea di Crawford, n. 1827 - Contea di Anderson, † 1870)